# 마리아 루스 호 사건
마리아 루스호 사건 (マリア・ルス号事件, Maria-Rusu-Gō Jiken)은 1872년 요코하마시에서 중국인 계약 노동자들을 노예와 유사한 환경에 억류하고 있던 상선과 관련하여 초기 메이지 정부와 페루 공화국 사이에 발생한 국제 분쟁이다. 이는 일본 사법 제도의 독립성과 당시 일본과 서구 열강 사이에 효력을 발휘하던 불평등 조약의 치외법권 조항에 대한 초기 시험이었다.

## 역사
1872년 7월 9일, 마카오에서 페루 카야오로 향하던 페루 화물선 마리아 루스호는 페루 농장의 중국인 계약 노동자들을 싣고 심한 폭풍우로 인한 손상을 수리하기 위해 일본의 조약항인 요코하마에 입항했다. 요코하마에 정박해 있는 동안, 배에 탄 한 중국인 쿨리 (노동자)가 배에서 뛰어내려 인근 영국 왕립 해군 군함인 HMS 아이언 듀크호로 헤엄쳐 탈출했다. 그가 요코하마항의 일본 당국에 넘겨지자, 그는 심한 학대에 대해 불평하며 자신을 보호하고 같은 처지에 있는 다른 231명의 중국인들을 구출해달라고 요청했다. 마리아 루스호의 선장 리카르도 에레라는 일본 당국에 소환되어 탈출자를 관대하게 대하고 계약 노동자들을 더 잘 돌볼 것을 강력히 훈계받았다.
그러나 또 다른 중국인 계약 노동자가 곧 탈출했고, 초대 탈출자가 배로 돌아간 후 페루인 선장에 의해 잔인하게 학대당했다는 소식이 영국 대리 영사 로버트 그랜트 왓슨에게 전해졌다. 영국 왕립 해병대 승선단과 함께 왓슨은 직접 선박을 검사했고, 소문이 사실이며 중국인 승객들이 노예제와 유사한 환경에서 취급되고 있음을 발견했다. 왓슨은 일본 외무대신 소에지마 다네오미에게 정식으로 조치를 취할 것을 요청했다.
일본 정부는 초기에 조치를 취하는 것을 주저했다. 일본은 페루와 정식 외교 관계를 맺고 있지 않았으며, 페루의 일본 내 이익은 미국이 처리하고 있었기 때문이었다. 가나가와 지사 무쓰 무네미쓰는 서방 국가들과의 일본 관계를 손상시킬 수 있는 어떠한 개입에도 강력히 반대했다. 그러나 사법성 대신 에토 신페이는 인도주의적인 이유로 이 문제를 무시할 수 없다고 생각했다. 태정대신 산조 사네토미는 소에지마에게 진행을 허락했고, 무쓰는 이에 항의하여 사임했다.
소에지마는 마리아 루스호가 항구를 떠나는 것을 막기 위한 조치를 취했고, 선박 기록을 검토하고 선원들을 인터뷰한 후, 문맹인 계약 노동자들이 마카오에서 내용을 읽거나 이해할 수 없는 계약서에 서명하도록 속임을 당했으며, 비인도적인 환경에서 의지에 반하여 감금되어 있음을 발견했다. 많은 이들이 납치되었고, 대부분은 최종 목적지의 위치를 알지 못했다. 오에 다쿠가 주재한 예비 심리에서, 중국인들이 요코하마에 상륙할 수 있도록 허가하는 법원 명령이 발행되었고, 법원은 마리아 루스호를 소유한 해운 회사가 잘못을 저질렀다고 선언했다. 당시 일본에 대표단을 파견한 모든 외국에 이 결정이 통보되었고, 그들의 의견이 요청되었다.
그러나 영국을 제외한 모든 국가들은 일본이 외국 회사와 외국 선장에 대해 판결하기 위해 다양한 조약의 범위를 넘어섰다고 비난하며 부정적으로 반응했다. 게다가 이 사건은 조약으로 부여된 치외법권 지역의 중심지인 요코하마 국경 내에서 발생했다. 오에는 소에지마에게 도움을 청했고, 소에지마는 외국 opposition과 관할권 부족에 대한 비난에도 불구하고 법원의 결정을 지지했으며, 8월 30일 오에는 중국인 노동자들이 계약에서 해방되었다고 판결했다.
에레라는 법정 변호사 F.V. 디킨스 (그는 고전 일본어에 능통했으며 일본 시의 번역가였다)를 법률 고문으로 하여 항소로 판결에 도전했다. 디킨스는 비자발적 노예제가 일본에서 매춘부 판매와 견습 계약 부채의 형태로 행해지고 있었으므로 불법이 아니라고 주장했다. 그는 또한 중국인 노동자들이 마카오에서 고용되었으므로, 일본과 포르투갈 사이의 치외법권 협정에 따라 이 사건은 포르투갈의 관할권에 속한다고 주장했으며, 이에 대한 포르투갈 대사의 서한으로 지지를 받았다. 그러나 디킨스의 주장은 오에게 받아들여지지 않았고, 그는 9월 26일 법원 판결에서 패소했으며, 일본인 판사는 페루인 선장과 계약자가 일본법이 아닌 국제법을 위반했다고 판결했다. 판결 후, 에레라는 마리아 루스호를 요코하마에 버려두고 다른 배를 타고 요코하마에서 상하이시로 도주했다.
청나라 정부는 중국인 신민들에게 보여준 일본 정부의 강력한 입장과 지원에 대해 공식 서한으로 감사를 표했다. 그러나 대부분의 유럽 국가들은 법원의 판결에 불만을 품고 페루 정부의 공식 외교적 항의를 지지했다. 1873년 6월, 일본 정부는 알렉산드르 2세 차르에게 중립 당사자로서 이 문제를 중재해 줄 것을 요청했고, 1875년 그는 일본의 입장을 확인해 주었다.

## 의의
마리아 루스호 사건은 불평등 조약에 맞서 일본이 스스로를 주장하는 외교적 승리였다. 이 사건의 결과는 페루와 다른 지역에서 "쿨리 무역"의 쇠퇴를 가속화했다. 일본에서는 이 사건으로 인해 1872년 말에 부라쿠민 천민, 매춘부 및 일본 내 다른 채무 노예들을 해방하는 새로운 법률이 제정되었다.

## 같이 보기
- 데라시마 무네노리, 사건 당시 일본의 주요 협상가
- 중국계 페루인
- 일본-페루 관계

## 참고 문헌
- Clark, Douglas (2015). 《Gunboat Justice: British and American Law Courts in China and Japan (1842-1943), Vol 1, Ch. 10》. Hong Kong: Earnshaw Books. ISBN 978-988-82730-8-9.
- Downer, Leslie (2002). 《Women of the Pleasure Quarters: The Secret History of the Geisha》. Broadway. ISBN 0-7679-0490-7.
- Erdstrom, Burt (2002). 《Turning Points in Japanese History》. RoutledgeCurzon. ISBN 1-903350-05-0.
- Keene, Donald (2005). 《Emperor of Japan: Meiji and His World, 1852–1912》. Columbia University Press. ISBN 0-231-12341-8.

## 내용주
1. ↑  Edstrom. Turning Points in Japanese history. pages 75-78
2. ↑  Edstrom. Turning Points in Japanese history. pages 75-78
3. ↑  Keene, Emperor of Japan: Meiji And His World. pages 216-218
4. ↑  Edstrom. Turning Points in Japanese history. pages 75-78
5. ↑  Keene, Emperor Of Japan: Meiji And His World. pages 216-218
6. ↑  Downer, Women of the Pleasure Quarters. page 97